# Desa Sumberpucung
Desa Sumberpucung är en administrativ by i Indonesien.   Den ligger i provinsen Jawa Timur, i den västra delen av landet, 700 km öster om huvudstaden Jakarta. Desa Sumberpucung ligger vid sjöarna  Waduk Karangkates och Waduk Laor.